# Business Automation Framework
Business Automation Framework (BAF; укр. каркас автоматизації бізнесу) — це об'єктно-орієнтоване середовище розробки програм для вирішення задач, пов'язаних з процесом автоматизації обліку підприємств. Всі права на програмний продукт належать компанії «NetHelp» (Польща). За своєю суттю «BAF» є наближеною до платформи «1С» для українського ринку. Нові облікові системи, які до 2021 року базувались на «1С:підприємство», в Україні працюватимуть на платформі «BAF» і носитимуть назву «BAS».

## Загальні відомості
На платформі BAF розробляються та запускаються конфігурації. Розробка ведеться власною мовою високого рівня. Написані цією мовою конфігурації надалі використовуються користувачами, які ведуть облік на підприємствах.
Після встановлення на комп'ютер платформи на ній може працювати необмежена кількість конфігурацій, а кожна з конфігурацій може дозволяти вести облік по різних підприємствах чи напрямках діяльності одного підприємства.
Стандартні конфігурації на платформі BAF входять в Систему програм «BAS» для бізнесу і є функціонально схожими з лінійкою облікових програм «1С:Підприємство» для українського ринку.